# Jacob Philadelphia

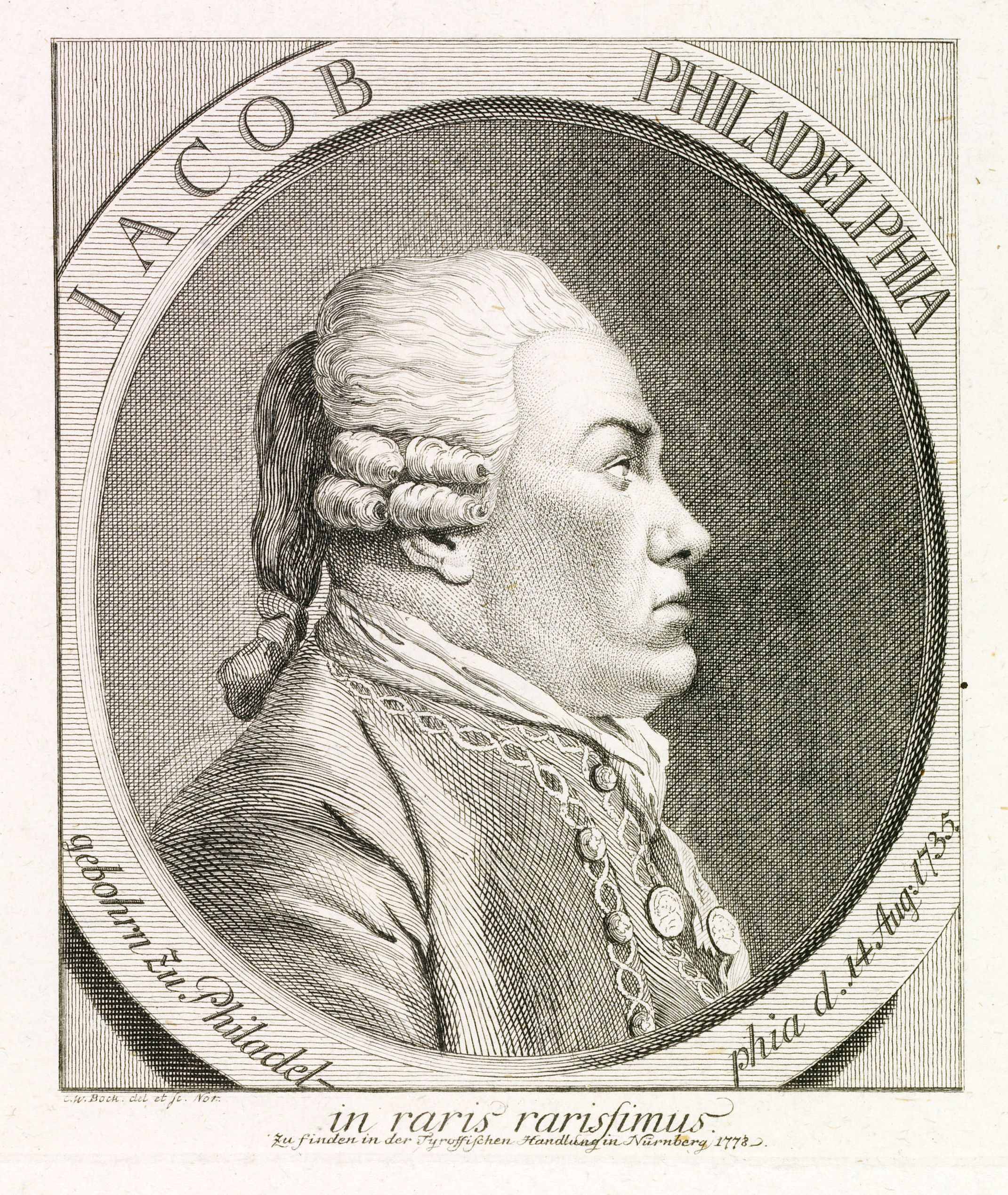
Jacob Philadelphia, Stich von 1778

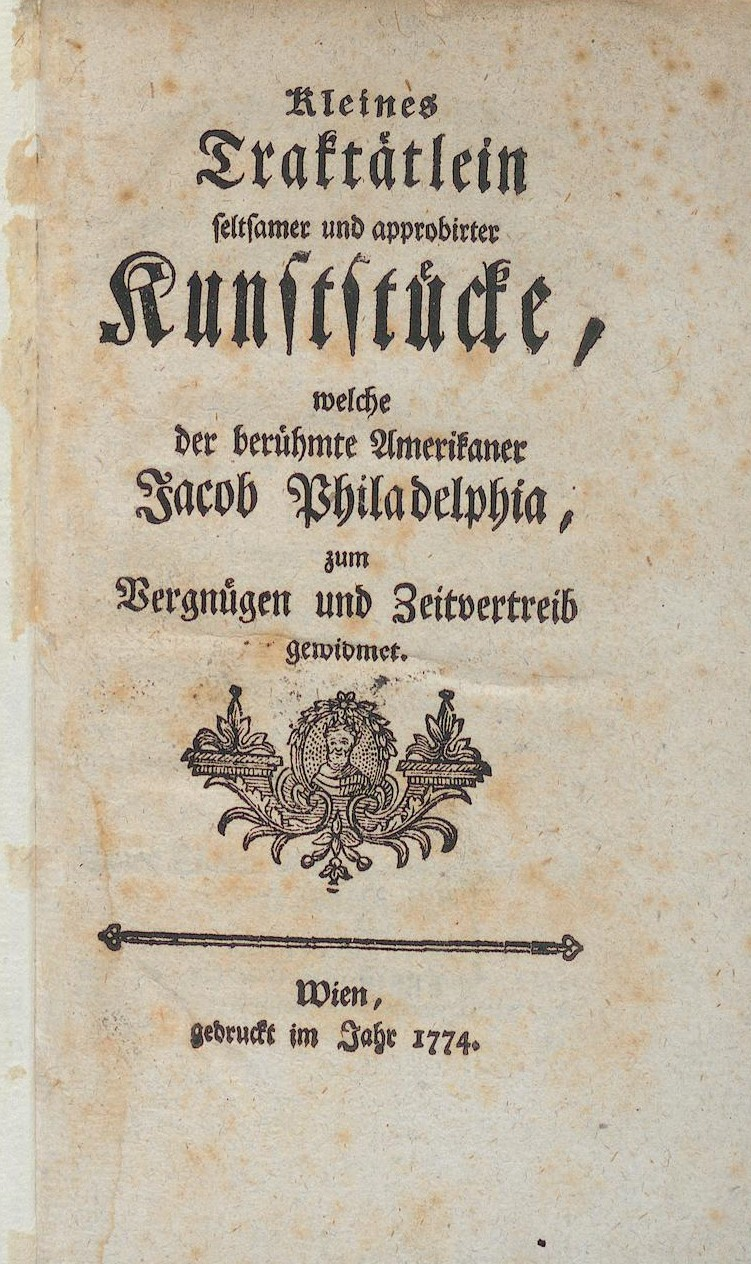
Kunststücke (1774)

Jacob Philadelphia (eigentlich Jacob Meyer, auch: Philadelphus Philadelphia und Jakob Meyer-Philadelphia; geboren angeblich 14. August 1735 in Philadelphia; gestorben nach 1795) war ein US-amerikanischer Zauberkünstler. Jacob Meyer nahm als Künstlernamen den Namen seiner Geburtsstadt Philadelphia an. In Pennsylvania wurde um 1900 ein Stich mit dem Konterfei des Jacob Philadelphia mit dem Datum 14. August 1735 gefunden, es ist aber unklar, wann und in welchem Zusammenhang das Bild entstanden ist.

## Leben
Philadelphia soll vor seiner Abreise nach England Anfang der 1750er Jahre ein Schüler des in Germantown, Pennsylvania ansässigen Arztes und Rosenkreuzers Christopher Witt (1675–1765) gewesen sein.
In Europa entwickelte Philadelphia seit 1757 aus Vorträgen über Mathematik, Mechanik und Metaphysik eine Zaubereivorführung. Sein Auftreten wurde unter anderem von Schubart, Friedrich Schiller und Goethe notiert. Philadelphia hielt sich zunächst beim Herzog von Cumberland in England auf, danach in Portugal, 1771 war er in Sankt Petersburg bei Katharina II, danach beim Sultan Mustafa III. in Konstantinopel, 1773 am kaiserlichen Hof in Wien, danach bei Friedrich II. in Berlin, im gleichen Jahr in Dresden, laut Schubarts Deutscher Chronik waren er und der Seeheld Alexei Grigorjewitsch Orlow 1775 in Sachsen. Philadelphia habe für den Besuch seiner Vorstellungen exorbitant hohe Eintrittspreise verlangt, habe allerdings bei den angekündigten Effekten auch nicht übertrieben.

## Lichtenbergs Avertissement
Am 7. Januar 1777 ließ Georg Christoph Lichtenberg während eines Gastspiels des Zauberkünstlers in Göttingen ein „Avertissement“ drucken, auf dem für Philadelphias Programm in maßlos satirischer Übertreibung geworben wurde. Unter den sieben „einfachen“ Alltags-Kunststückchen wurde als erstes angekündigt, Philadelphia werde blitzschnell den Wetterhahn der Jacobikirche mit der Fahne auf der Johanniskirche vertauschen, und wieder zurück: Nota bene. Alles ohne Magnet durch bloße Geschwindigkeit. Der so bloßgestellte Philadelphia verließ Göttingen, ohne eine Vorstellung gegeben zu haben. Möglicherweise hat Lichtenberg seinen „geistreichelnden Hieb“ auch ein wenig bereut, da Philadelphias marktschreierische Vermarktung physikalischer und chemischer Erscheinungen dem eigenen Bestreben, ein Interesse an naturwissenschaftlicher (und gesellschaftlicher) Aufklärung zu wecken, nicht völlig zuwiderlief. Lichtenberg hat sich zu seiner nach eigenen Worten „ruchlosen Satire“ auch nicht öffentlich bekannt, wurde aber vom Kollegen Abraham Gotthelf Kästner wegen Doppelzüngigkeit epigrammatisch gerügt :
Jack Philadelphens Spiel / verscheuchtest Augusta du? / Und sahst doch vierzig Jahr den / Spielen Hollmanns zu?
Am 17. Februar 1777 stürzte ein Turm der Nicolai-Kirche in Göttingen ein, was Lichtenberg nachdenklich machte.
Goethe vermerkte für den 22. und 23. April 1777 den Aufenthalt Philadelphias in Weimar. In einem Schreiben vom 27. Mai 1783 – dem einzigen überlieferten handschriftlichen Zeugnis – bot Philadelphia dem König von Preußen die Gründung einer Seehandelsgesellschaft zwischen Preußen und den USA an, dessen Empfang der Minister von der Schulenburg diplomatisch hinhaltend quittierte. Zuletzt hatte er sich beim in Schulpforta tätigen Mathematiklehrer Johann Gottlieb Schmidt aufgehalten, der sich danach rühmte, ein paar der Kunststücke durchschaut zu haben, danach gibt es keine Aufzeichnungen von Zeitgenossen mehr, und die Biografie geht in Volkslegenden auf, in denen es sich für einen Schwarzkünstler und Erzmagier gehört, einen spektakulären Abgang von der Bühne zu inszenieren.

## „Terra incognita: Ein Nachwort“
Die Literaturwissenschaftlerin und Schriftstellerin Marion Philadelphia sieht sich als eine deutsche Nachkommin und hatte den wissenschaftlichen und literarischen Ehrgeiz, die Geschichte des Jacob Philadelphia zu ergründen. Ihre Forschungen haben den Stoff für einen Roman ergeben, eine mit biografisch genau erfassbaren Daten versehene Person war trotz der Durchforschung eines Pennsylvanischen Bevölkerungsregisters (Tod, Geburt, Einwanderung), das in einem genealogischen Archiv der Mormonen in Los Angeles noch erhalten ist, nicht ermittelbar. So resümiert und resigniert sie in ihrem Nachwort: „Zu der Zeit schien es weitaus wichtiger, auf dem neuen Kontinent angekommen zu sein, als die alte Heimat zu reflektieren.“

## Schriften
Es ist unklar, welche der Schriften, die zu Lebzeiten Philadelphias gedruckt wurden, tatsächlich von ihm oder mit seinem Einverständnis unter seinem (Künstler-)Namen erschienen sind:
- Jacob Philadelphia, Kleines Traktätlein seltsam und approbirter Kunststücke Wien 1774. Digitalisat
- Jacob Philadelphia, Sämmtliche approbirte Kunststücke zum Vergnügen und Zeitvertreib. 1778.
- Jacob Philadelphia, Des berühmten Amerikaners Jacob Philadelphia sämmtliche approbirte Kunststücke, zum Vergnügen und Zeitvertreib gewidmet. Gera : Rothen, 1783. 3. Aufl
- Jacob Philadelphia, Künste und Geheimnisse zur Belustigung jedermanns. Amsterdam, 1785. auch: Wienbrack:Leipzig 1795.

Postum erschienen sind:
- Theodor Ferdinand Kajetan Arnold; Jacob Philadelphia; Giuseppe Pinetti[14] : Pinetti, Philadelphia und Enslin oder die enthüllten Zauberkräfte : eine Sammlung auserlesener, leicht auszuführender magischer- chemischer- und Karten-Kunststücke, nebst den interessantesten Herz- und Pfänderspielen zur Belustigung und Unterhaltung für frohe Gesellschaften. Hamburg, 1808.
- Jacob Philadelphia; Carl von Eckartshausen; Giuseppe Pinetti; Johann Heinrich Moritz von Poppe; Johann Christian Wiegleb: Neuer Wunder-Schauplatz der Künste und interessanten Erscheinungen im Gebiete der Magie, Alchimie, Chemie, Physik, Geheimnisse und Kräfte der Natur, Magnetismus, Sympathie und verwandte Wissenschaften / Nach den Aufschlüssen der bekanntesten Forscher ... volksfaßlich bearbeitet von Johann Heinrich Moritz von Poppe ..., Theil 5 , Stuttgart : Scheible, 1839.
- Verschiedene seltsame und approbirte Kunst-stücke aus den hinterl. Papieren des berühmten Amerikaners Jacob Philadelphia, 1830 SWB
- Karl Ferdinand Leischner, Die natürliche Zauberkunst aller Zeiten und Nationen ... Kunststücke aus der Physik, Chemie, Optik, Mechanik ... nach Philadelphia, Bosco, Petorelli und Anderen, Weimar Voigt 1861

Gesamtverzeichnis des deutschsprachigen Schrifttums:
- Carl Ferdinand Fiedler, Der kleine Philadelphia. eine Sammlung der ausgesuchtesten Kunststücke aus der Magie, Helmstedt 1826
- Der große Zauberer Philadelphia. Scenen aus seinem Leben. Joachim:Leipzig 1815
- Philadelphia's Meister Zauberkabinett auf's Neue herausgegeben von Philadelphia dem Jüngeren. 23. Auflage Wenger:Kempten 1886
- Theodor Philadelphus, Phantasmagorie. Oder die Kunst, Geister erscheinen zu lassen. Zur belustigenden Unterhaltung. Basse:Quedlinburg 1833
- Der Archimagus, oder Sammlung außerordentlich überraschender, größtentheils ganz ohne Kosten ausführbarer Kunststücke. Deutlich beschrieben und herausgegeben von Philadelphia II. Müller:Nordhausen 1835
- Der Archimagus oder die Magier des Feuerfelsens. Ein Geisterroman. Wien 1819